# Bom Princípio
Bom Princípio è un comune del Brasile nello Stato del Rio Grande do Sul, parte della mesoregione Metropolitana de Porto Alegre e della microregione di Montenegro.

## Storia
Già nel 1814 c'era un insediamento in zona, chiamato Serraria, anche se la colonizzazione vera e propria iniziò dal 1840. La città è diventata comune il 12 maggio 1982.
Ha come simbolo una fragola gigante, situata all'ingresso del suo territorio, poiché vi sono circa 160 famiglie che coltivano questa pianta. Ne vengono coltivate circa 1000 tonnellate all'anno.
Ogni due anni si tiene la Festa Nacional do Moranguinho (Festa della fragola).